# Riu Fly
El riu Fly amb 1.050 km de llargada és el segon més llarg de Papua Nova Guinea, després del Sepik. El Fly és un dels 25 rius més cabalosos del món. Neix a la Serralada Victor Emanuel una part de les Muntanyes Star i travessa les terres baixes del sud-oest abans de desembocar al Golf de Papua en un gran delta
Els seus afluents principals són el Strickland i l'Ok Tedi. Al delta del riu hi ha manglars i palmeres nipa. Hi ha illes on es cultiva amb un sòl fèrtil al·luvial. Les illes més grosses són Kiwai, Purutu, Wabuda, Aibinio, Mibu, i Domori. Kiwai, Wabuda i Domori estan habitades. L'agricultura que es fa al delta és de cocoters, arbre del pa, palmera sago, bananes i canya de sucre. Recentment (2008) la mineria pot haver contaminat les aigües del Fly a través dels seus afluents Strickland i Ok Tedi.

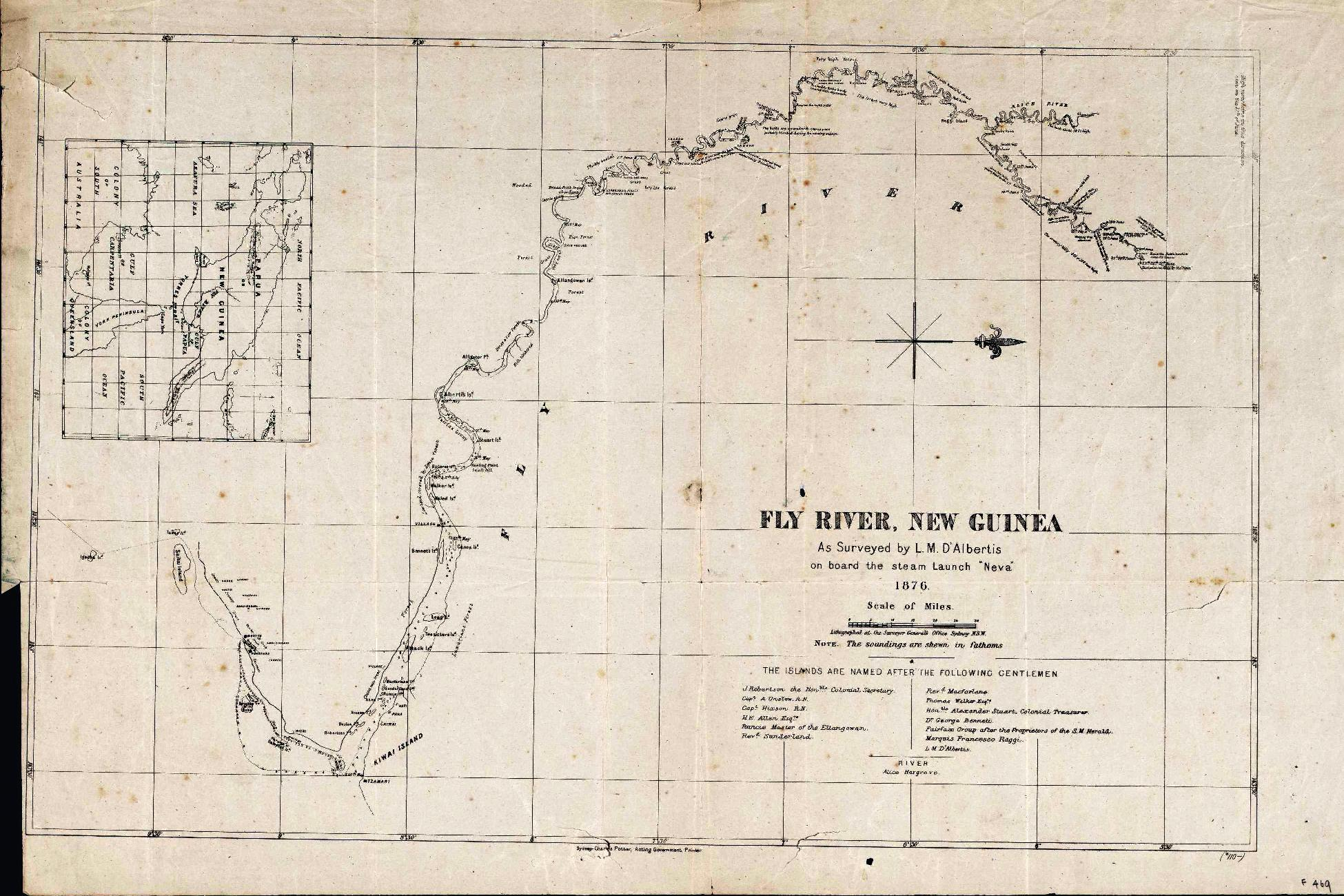
Mapa de L.M. D'Albertis de 1876

## Història
El Fly va ser descobert per als europeus el 1842 quan Francis Blackwood comandant la corbeta HMS Fly, explorà la costa oest del Golf de Papua. El riu va rebre el nom del vaixell.
El 1876 l'explorador italià, Luigi D'Albertis, va ser el primer a viatjar pel riu durant 900 km terra endins en un vaixell de vapor anomenat, Neva.